# Franz Stanislaus Spindler
Franz Stanislaus Spindler (Steingaden, 4 de maig de 1763 (o bé 1759) - Estrasburg, 8 de setembre de 1819) fou un compositor alemany.
Començà la seva carrera com a cantant (primer tenor i després baix), i poc temps després es donà conèixer com fecund compositor. El 1808 fou nomenat mestre de capella de la catedral d'Estrasburg, càrrec que desenvolupà fins a la seva mort.
Donà al teatre les obres següents:
- Kain und Abel (1786);
- Pyramus un Thisbe (1786);
- Balders Tod (1786);
- Die Liebe in der Ukraine (1786);
- Der Wundermann (1789);
- Freitagsreisen (1790);
- Der Liebhaber in Schlafroch (1791);
- Amor und graue Haare (1792);
- Die vier Vörxote (1792);
- Achmet und Zenaide (1796);
- Don Quixote (1797);
- Das Wainsenhaus (1807);
- Das Loch inder Mauer (1810).

A més se li deuen, l'oratori Die Hirten beider Krippe zu Bethlehem (1809).